# Jean-Baptiste Guillot
Pour les articles homonymes, voir Guillot.

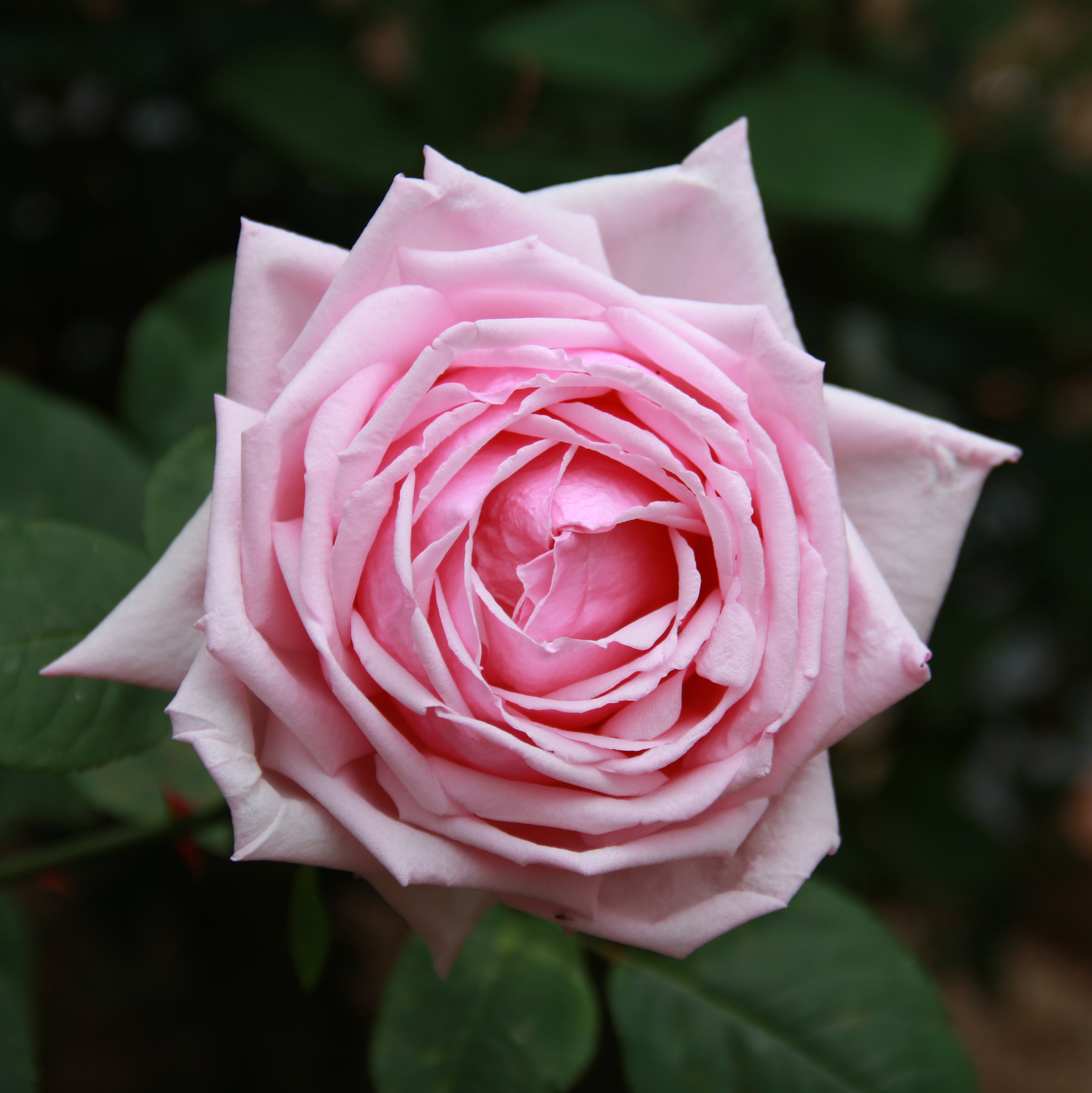
Rose 'La France'.

Jean-Baptiste André Guillot dit Guillot fils (9 décembre 1827 - 6 septembre 1893) est un pépiniériste et créateur de roses français, fils de Jean-Baptiste Guillot (10 décembre 1803 - 18 avril 1882).

## Biographie
Son père, installé à Lyon, dans le quartier de la Guillotière en 1829, à l'enseigne « La Terre des Roses », a créé en 1842 un hybride de Bourbon baptisé 'Lamartine' et 80 autres créations, dont : 'Mme Bravy', 'Comtesse d'Oxford' (1869, père et fils), 'Baron J.-B. Gonella' (1859), 'Pavillon de Pregny', 'Triomphe de la Guillotière', 'Comtesse de Barbentane'. C’est en 1849 que Guillot fils inventa le procédé qui lui assure la reconnaissance des rosiéristes du monde entier : la greffe par écusson sur collet de semis d’églantiers. Il épouse en 1850 Catherine Berton.
En 1852, Jean-Baptiste André, dit Guillot fils, quitte son père et ouvre sa propre entreprise à Lyon-Monplaisir où il engage Joseph Schwartz et où il va créer 69 variétés.

## Créations
En 1867, il obtient un rosier buisson qui est le premier « hybride de thé ». 'La France' est un buisson d'une hauteur de 60 cm, aux grandes fleurs doubles (60 pétales) de couleur rose plus brillante sur le revers des pétales. C'est un croisement accidentel d'un hybride remontant, 'Madame Victor Verdier', et d'un rosier thé, 'Madame Bravy' ou 'Madame Falcot'. C'est un rosier historique, le prototype de la catégorie des rosiers « hybrides de thé ».
En 1875, il crée le premier polyantha, 'Pâquerette' à fleurs blanches, puis en 1880 'Mignonnette' à fleurs roses et en 1887 'Gloire des Polyanthas '.
Il crée en tout 69 variétés, dont 'Abbé Bramérel', 'Catherine Guillot', 'Catherine Mermet', 'Étoile de Lyon', 'Gloire des Polyanthas', 'Gloire Lyonnaise', 'Horace Vernet', 'Joséphine de Beauharnais', 'Louis XIV', 'Madame Camille', 'Madame Falcot', 'Madame Hippolyte Jamain', 'Madame Hoste', 'Madame Laurette Messimy', 'Madame Margottin', 'Mme de Watteville', 'Mademoiselle Eugénie Verdier', 'Marie Accarie', 'Sénateur Vaïsse', 'Souvenir de François Gaulain', 'Souvenir de Gabrielle Drevet', 'Triomphe de Guillot Fils', 'Victor-Emmanuel' et, en 1875, le premier polyantha, 'Pâquerette'.
C'est lui qui a inventé en 1849 la greffe par écusson sur collet de semis d'églantier.
Jean-Baptiste Guillot fils est le père de Pierre Guillot (1855-1918) qui reprit la direction des roseraies Guillot en 1892.

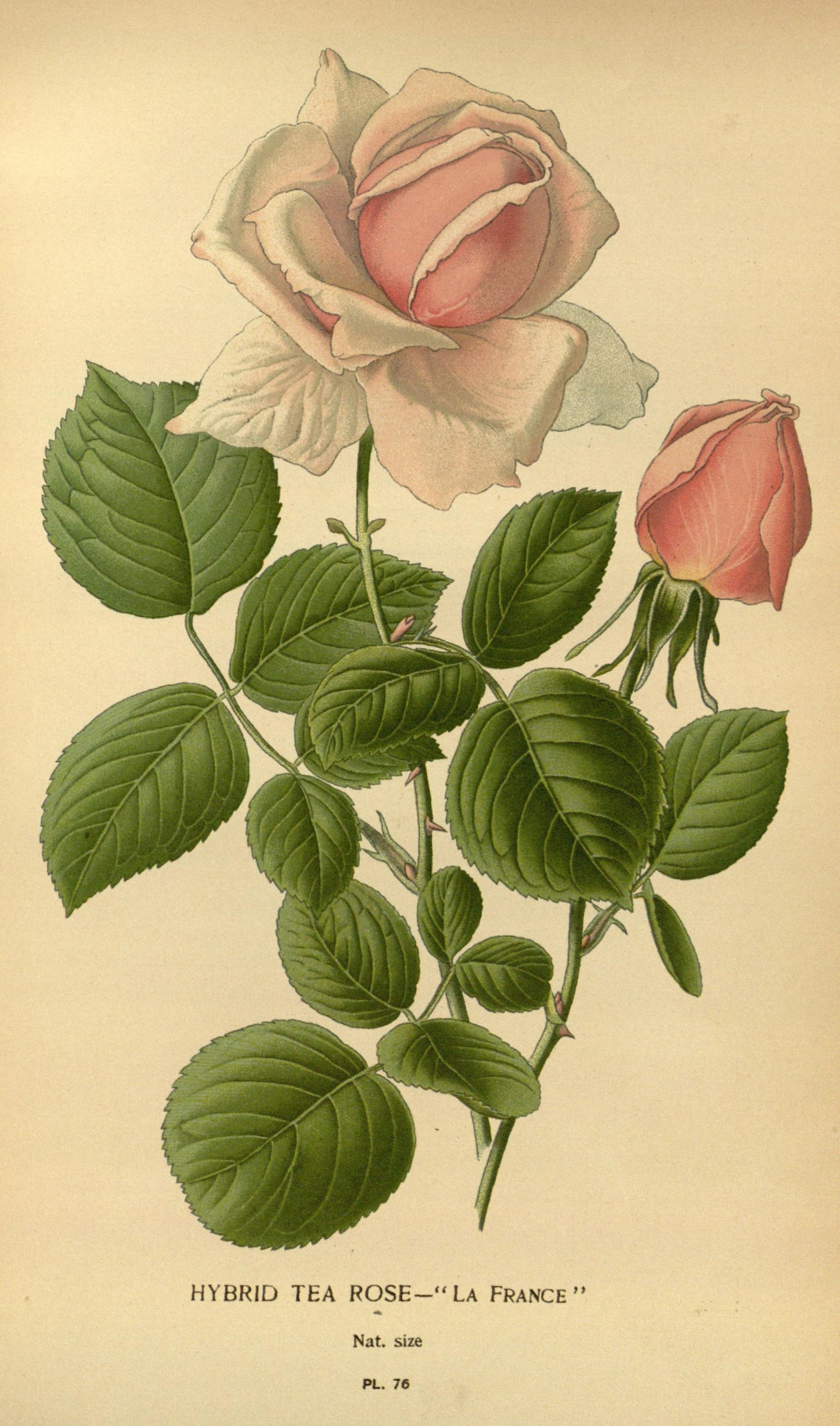
'La France' (1867)
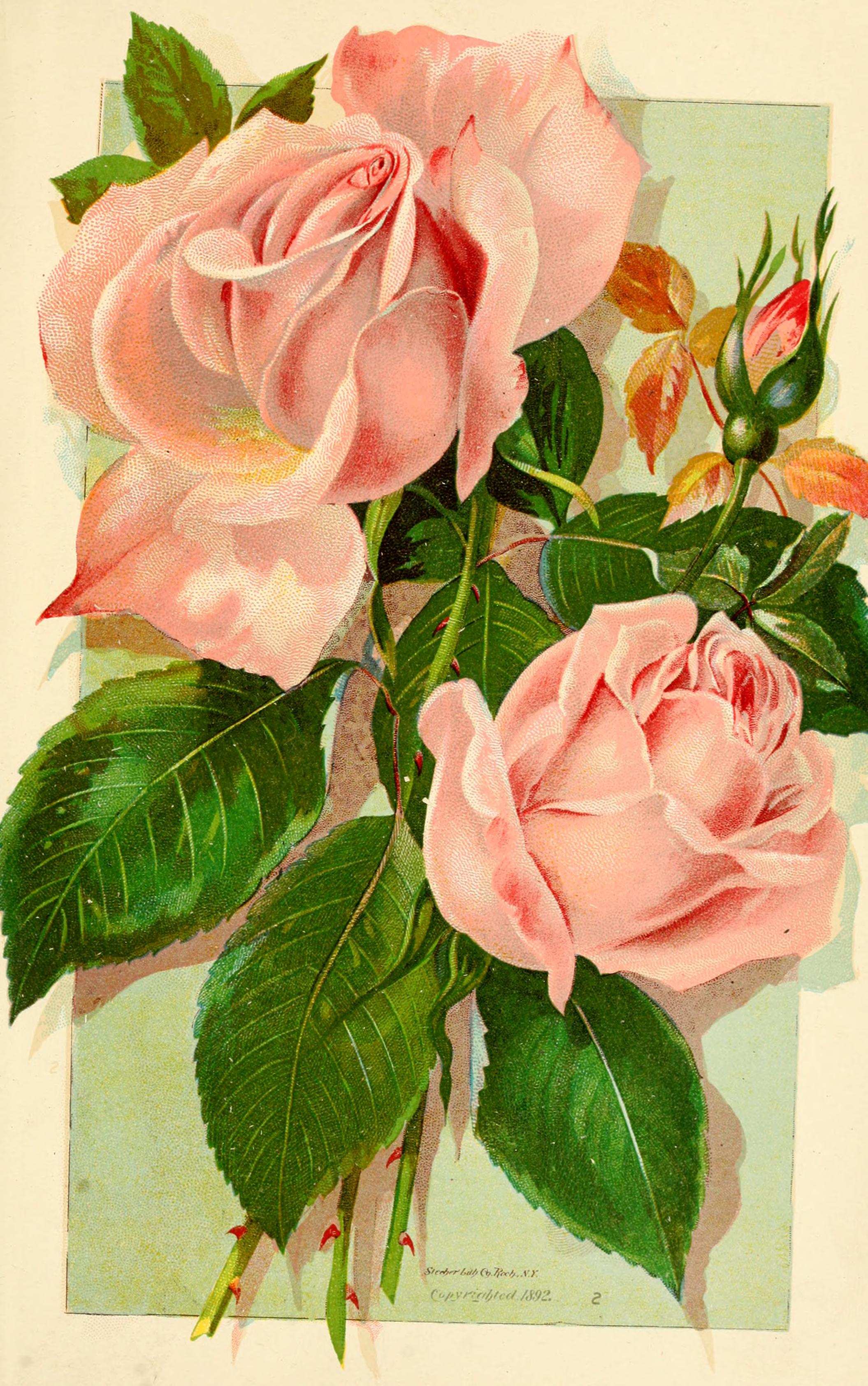
'Catherine Mermet' (1869)
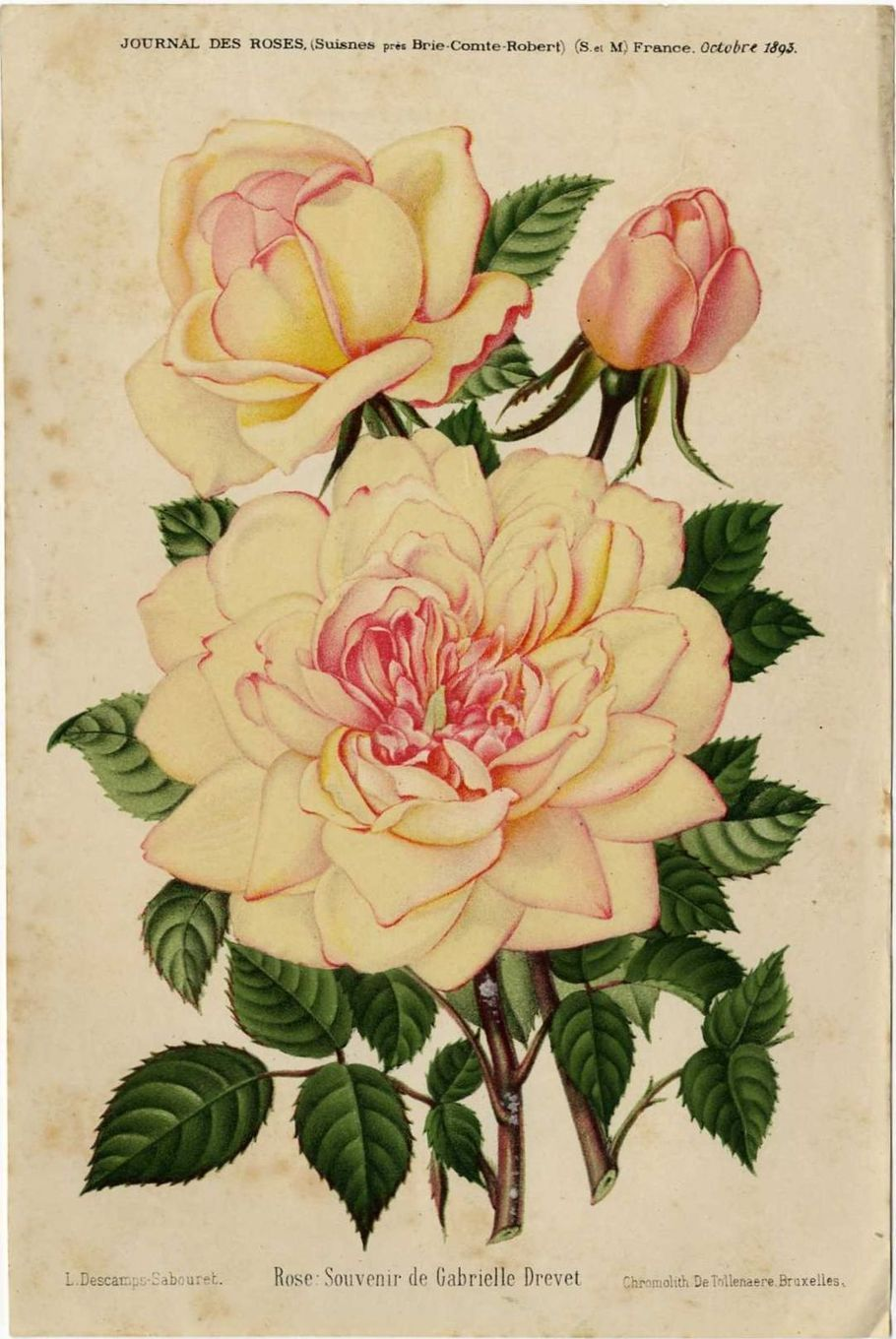
'Souvenir de Gabrielle Drevet' (1884)
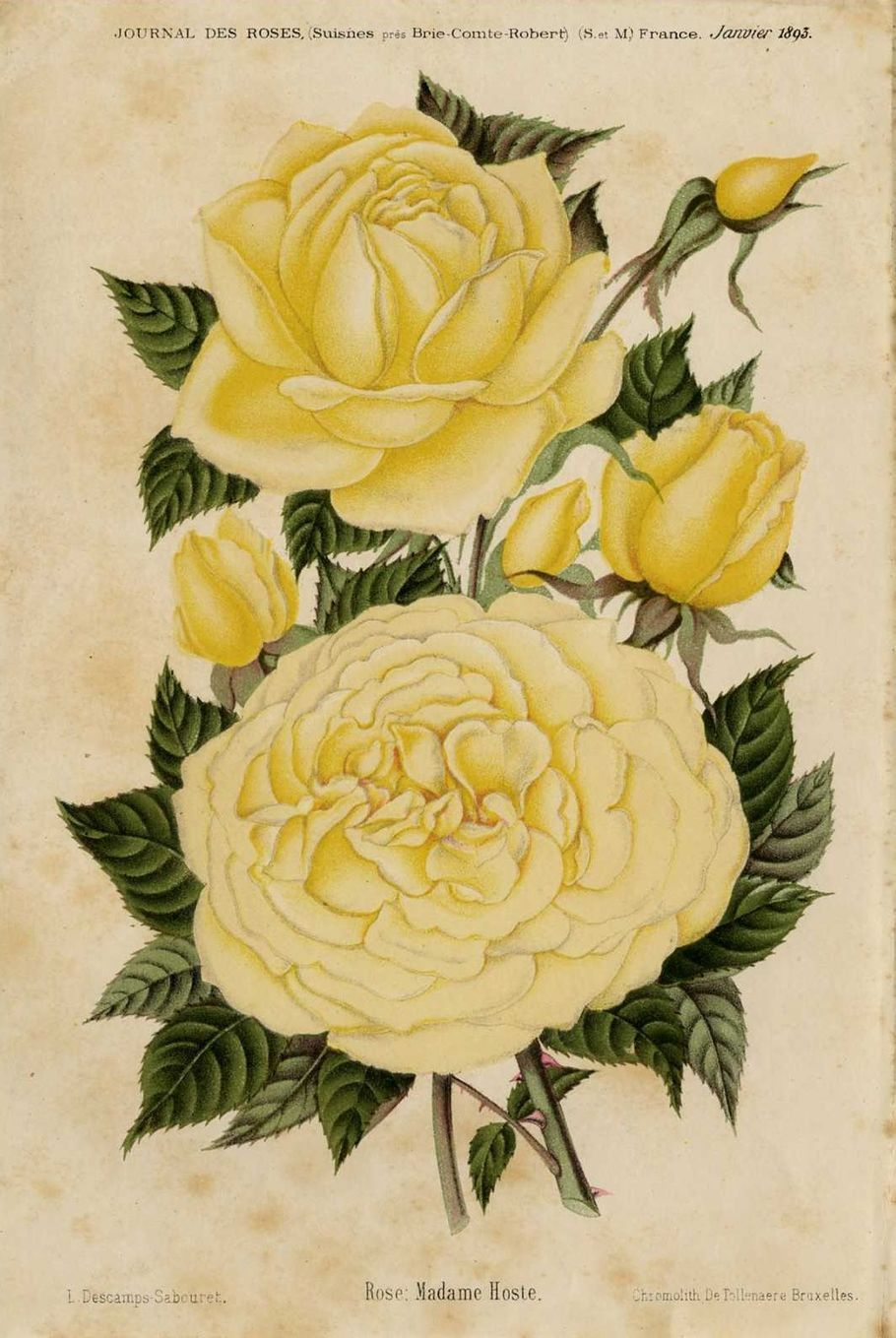
'Madame Hoste' (1887)